# Duthiea
Duthiea és un gènere de plantes de la família de les poàcies, ordre de les poals, subclasse de les commelínides, classe de les liliòpsides, divisió dels magnoliofitins.
Creix a les zones temperades i tropicals d'Àsia.

## Taxonomia
- Duthiea brachypodium (P. Candargy) Keng i Keng f.
- Duthiea bromoides Hack.
- Duthiea dura (Keng) Keng
- Duthiea macrocarpa (Stedje) F.Speta
- Duthiea nepalensis Bor
- Duthiea noctiflora (Batt. i Trab.) F.Speta
- Duthiea oligostachya (Munro) Stapf
- Duthiea senegalensis (Kunth) F.Speta

(vegeu-ne una relació més exhaustiva a Wikispecies)

## Sinònims
Thrixgyne Keng, 
Triavenopsis P. Candargy.